# Centaurium maritimum
Centaurium maritimum é uma espécie de planta com flor pertencente à família Gentianaceae. Trata-se de uma espécie caméfita cujos habitats preferenciais são os terrenos incultos, dando-se a sua floração entre Abril e Julho.
A espécie foi descrita por Karl Fritsch e publicada em Mitteilungen des Naturwissenschaftlichen Vereins der Universitat Wien 5: 97, no ano de 1907.
Não se encontra protegida por legislação portuguesa ou da Comunidade Europeia.
Os seus nomes comuns são centáurea-marinha e genciana-da-praia.

## Distribuição
Pode ser encontrada em Sul e Oeste da Europa, na Região Mediterrânica, na Macaronésia e também no Sudoeste da Ásia. Esta espécie ocorre e é autóctone em Portugal continental, na ilha da Madeira e no arquipélago dos Açores, mais precisamente na ilha Terceira, do Pico, Faial, São Miguel e Santa Maria.

## Sinonímia
Segundo o The Plant List, esta espécie tem os seguintes sinónimos:
- Centaurium maritimum var. shuttleworthianum (Rouy) Melderis